# Bijeljina
Bijeljina (serbio cirílico: Бијељина) es una ciudad y municipio en el noreste de la entidad República Srpska, en Bosnia y Herzegovina. La ciudad está situada en la rica llanura de Semberija, a 6 km de la frontera con Serbia y 40 km de la de Croacia.

## Geografía
Semberija es una región plana dominada por los ríos Sava y Drina y la cordillera Majevica. Es una zona típicamente agrícola que tiene tierras fértiles y condiciones climáticas adecuadas. 
Semberija posee la mayoría de la superficie agrícola de la República Srpska. Se enfoca en la producción de cereales, hortalizas, solanáceas y frutas. También tiene gran importancia la ganadería (vacuno y porcino).

## Historia
Aunque el nombre de Bijeljina se mencionó por primera vez en 1446, este nombre está en uso sólo después de la Primera Guerra Mundial (1918). Durante la etapa del Imperio austrohúngaro, la ciudad tenía el nombre de Bjelina, y antes Belina o Bilina. 
En 1838 se abrió la primera Osnovna škola konfesionalna, donde trabajó Jovan Dučić entre 1893-1895. Dučić fue un famoso poeta hercegovino serbio, escritor y diplomático. Hoy una calle en el centro de Bijeljina lleva su nombre. Otro destacado edificio escolar fue construido en 1902. 
En la parte delantera del ayuntamiento se encuentra la estatua del rey de Serbia de 1903 a 1918, Pedro I Karadjordjevic. Durante la Segunda Guerra Mundial la Ustachá lo retiró, después el gobierno comunista se negó a devolverlo, y el primer gobierno local no comunista lo reubicó en su actual situación a comienzos de los 90. 

### Monasterio Tavna
El Monasterio Tavna está situado en la parte sur del municipio de Bijeljina. Su fecha de fundación es desconocida, las crónicas de monasterios Tronosha y Pech dicen que fue construido por Vladislav y Urosic, hijos del rey de Serbia entre 1276 y 1282, y de Sirmia entre 1282 y 1316 Stefan Dragutin. La iglesia actual del monasterio se construyó en el mismo lugar que la original, que fue destruida. El Monasterio Tavna es más antiguo de la región, en la que también se encuentran los de Ozrena, Liplja, Vozuce y Gostovica. Tavna fue dañado en los primeros años de dominio turco, pero fue restaurado por el pueblo. Esta no fue la única vez que el monasterio fue dañado, ocurrió también durante la Segunda Guerra Mundial. Entre 1941 y 1945 Tavna fue atacado por los Nazis y la Ustasha. En una de las lápidas en su interior dice "Zdravko Jovanovic, asesinado en 1943 por la División Azul Ustasha por defender el monasterio". Después de la Segunda Guerra Mundial Tavna fue reconstruido.

### Guerra de Bosnia
Entre 1991 y 1992, Bijeljina fue el centro de la Región Autónoma Serbia local, organizada por las autoridades serbias locales (SAO Semberija i Majevica). 
Durante la guerra de Bosnia, se produjo un importante cambio demográfico. Antes de la guerra, la ciudad estaba habitada por serbios y bosnios, mientras que en sus alrededores existían principalmente aldeas serbias, con la excepción de la gran aldea de Janja. Bijeljina fue uno de los primeros lugares en ser arrastrados a la guerra, por estar situado en una ubicación estratégica clave. En los primeros días de abril de 1992, la ciudad fue atacada por grupos paramilitares serbios liderados por Arkan. De acuerdo con informes contemporáneos, hasta 100 civiles fueron asesinados, y la población no serbia fue expulsada. Este fue uno de los primeros casos de limpieza étnica en Bosnia y Herzegovina. Se supone que Bijeljina fue atacado en primer lugar debido a su ubicación estratégica en el vértice noreste de Bosnia, cerca de la frontera serbia.
Durante la guerra, Bijeljina vio una gran afluencia de serbobosnios expulsados por los bosnios y los croatas de otras regiones de Bosnia-Herzegovina.

## Demografía

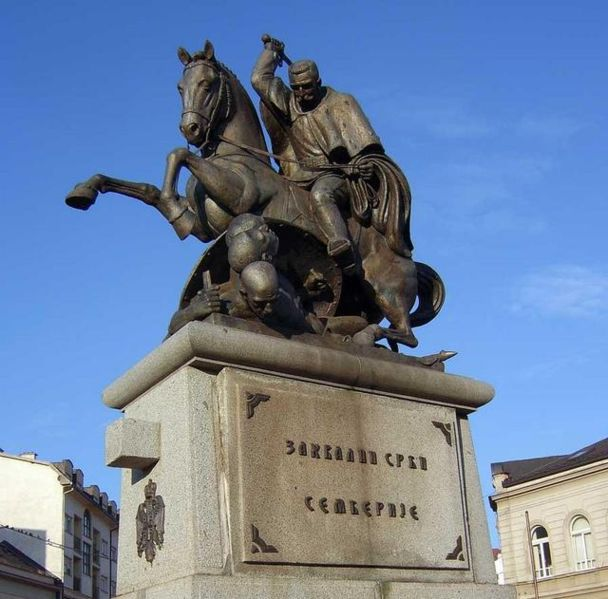
Monumento a Pedro I Karadjordjevic, rey de Serbia de 1903 a 1918, en Bijeljina.

### 1971
En el censo de 1971, el municipio de Bijeljina tenía 86 826 habitantes, entre ellos: 
- 60 595 (69,78 %) serbios.
- 23 343 (26,88 %) musulmanes de nacionalidad.
- 806 (0,92 %) croatas.
- 1335 (1,56 %) otros.

### 1991
En el censo de 1991, el municipio de Bijeljina tenía 96 796 habitantes, entre ellos:
- 57 541 (59 %) serbios  (Véase: serbobosnios).
- 30 314 (34 %) bosnios musulmanes.
- 517 croatas  (Véase: bosniocroatas).
- 4168 otros.

### Presente
En la actualidad, se estima que el municipio tiene entre 150 000 y 200 000 habitantes, la mayoría de los cuales son serbios. La ausencia de un censo oficial desde la guerra hace imposible conocer con exactitud el número.

## Arquitectura

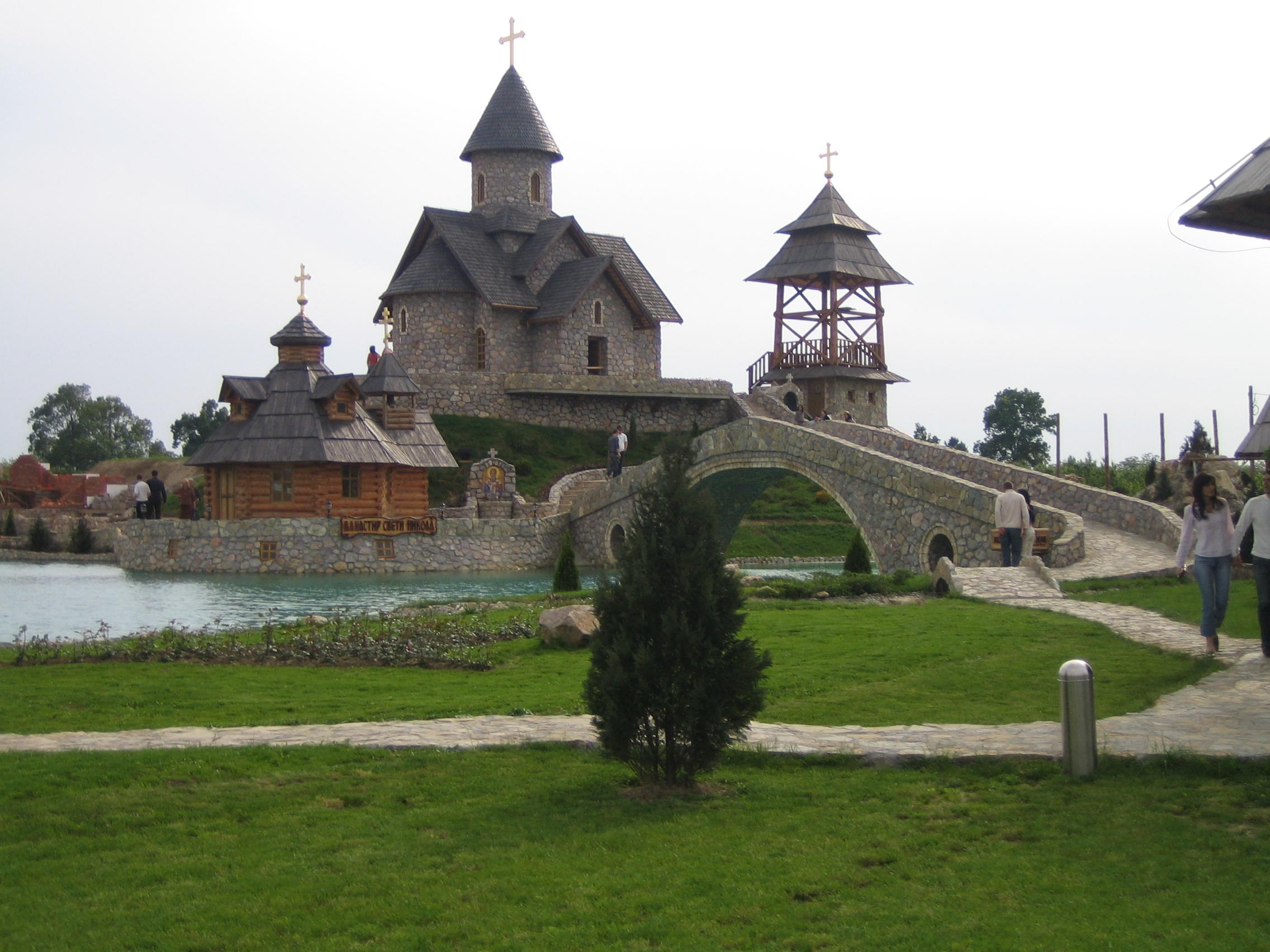
El puente medieval de Etno Stanišici.

El edificio más antiguo de Bijeljina es la iglesia ortodoxa de San Jorge (Svetog Djordja), que fue construida en 1872. El segundo edificio más antiguo es el Museo Semberija que fue construido en 1876. El parque municipal (Gradski Park) fue fundado en 1892.

## Turismo
Bijeljina celebra un Festival de Folklore internacional conocido como "Festival folclórico de Semberija, Ritmo de Europa", cuyo objetivo es promover el folclore y las tradiciones de gentes de todo el mundo. Banja Dvorovi también es un popular destino turístico, que cuenta con piscinas y restaurantes. La villa de Etno Selo "Stanišići" es una conocida localidad turística en el país. Representa una pequeña aldea medieval que aproxima a los visitantes a la naturaleza la vida rural del pasado. Ethno Stanišići fue construida en 2003, y en su interior se encuentra el monasterio ortodoxo serbio de Sveti Nikola (San Nicolás).

## Personajes célebres
- Rodoljub Čolaković - Político y activista yugoslavo.
- Savo Milošević - Futbolista serbio.
- Luka Jović - Futbolista serbobosnio.
- Branimir Bajić - Futbolista bosnio.
- Miloš Bojanić - Cantante serbio
- Ljiljana Rikic - filántropo
- Rodoljub Roki Vulović - Cantante
- Mihailo Ristić - Futbolista Serbio

## Ciudades hermanadas
- Kruševac, Serbia
- Ruse, Bulgaria
- Kumanovo, Macedonia del Norte
- Langenhagen, Alemania